# Liste der Bundespolizeien in den Vereinigten Staaten
Die Liste der Bundespolizeien in den Vereinigten Staaten zeigt die aktuellen Bundespolizeien der Vereinigten Staaten mit Über- und Unterstellungsverhältnissen auf.
 Landwirtschaftsministerium (United States Department of Agriculture):
- United States Forest Service (USFS)
  - Forest Service Law Enforcement & Investigations

 Heimatschutzministerium (United States Department of Homeland Security):
- United States Secret Service (USSS)

1. United States Secret Service Uniformed Division (USSS UD)

- Federal Law Enforcement Training Center (FLETC)
- Transportation Security Administration (TSA) mit dem Federal Air Marshal Service (FAMS)
- United States Customs and Border Protection (CBP, auch Zollbehörde)

1. United States Border Patrol (USBP)
2. CBP Air and Marine Operations (AMO)
3. CBP Office of Field Operations (OFO)

- United States Immigration and Customs Enforcement (ICE, auch Zollbehörde)
- United States Federal Protective Service
- United States Coast Guard (USCG)

1. Coast Guard Investigative Service (CGIS)
2. United States Coast Guard Police (CGPD)

- Federal Emergency Management Agency (FEMA)

1. Mount Weather Emergency Operations Center

- United States Citizenship and Immigration Services

 Verteidigungsministerium (United States Department of Defense):
- Office of the Inspector General (DOD-OIG)

1. Defense Criminal Investigative Service (DCIS)

- Pentagon Force Protection Agency (PFPA)

1. United States Pentagon Police (USPPD)

- Defense Counterintelligence and Security Agency (DCSA)
- National Security Agency (NSA)
- Defense Intelligence Agency (DIA)
- National Geospatial-Intelligence Agency (NGA)
- United States Department of the Army

1. United States Army Criminal Investigation Command (USACIDC)
2. United States Army Intelligence and Security Command (INSCOM)
3. United States Army Counterintelligence (ACI)
4. United States Army Corrections Command (ACC)
5. Military Police Corps
6. United States Department of the Army Civilian Police (US DACP)

- Department of the Navy

1. Naval Criminal Investigative Service (NCIS)
2. United States Marine Corps (USMC): US Marine Corps Military Police, US Marine Corps Police (Zivil) Sitz im Marine Corps Base Quantico, Virginia

1. Department of the Airforce police
 Justizministerium (United States Department of Justice):
- Federal Bureau of Investigation (FBI)

1. FBI National Security Branch
2. FBI Police (Selbstschutz)

- Drug Enforcement Administration (DEA)
- Bureau of Alcohol, Tobacco, Firearms and Explosives (ATF)
- United States Marshals Service (USMS)
- Federal Bureau of Prisons (BOP)

 Finanzministerium (United States Department of the Treasury):
- Internal Revenue Service Criminal Investigation Division (Steuerfahndung)
- Bureau of Engraving and Printing (BEP)

1. Bureau of Engraving and Printing Police

- United States Mint Police (USMP)
- United States Treasury Police (bis 1983, später Secret Service Uniformed Division)

 Handelsministerium (United States Department of Commerce):
- National Oceanic and Atmospheric Administration (NOAA)

1. National Marine Fisheries Service (NMFS)
  1. National Oceanic and Atmospheric Administration Fisheries Office for Law Enforcement (NOAA OLE)

- Bureau of Industry and Security (BIS)
- National Institute of Standards and Technology (NIST)

 Außenministerium (U.S. Department of State):
- Bureau of Diplomatic Security (DS)

1. Diplomatic Security Service (DSS)

 Kongress der Vereinigten Staaten (U.S. Congress):
- United States Capitol Police
- United States Government Publishing Office Police

 Innenministerium (United States Department of the Interior):
- National Park Service (NPS)

1. United States Park Police (USPP)
2. National Park Service Ranger

- United States Fish and Wildlife Service Refuge Officers
- Bureau of Indian Affairs

1. Bureau of Indian Affairs Police

 Oberster Gerichtshof der Vereinigten Staaten (United States Supreme Court):
- Supreme Court Police

 Kriegsveteranenministerium (United States Department of Veterans Affairs):
- United States Department of Veterans Affairs Police

 United States Postal Service:
- United States Postal Inspection Service (USPIS)

## Sonstiges
- Federal Reserve Police des Federal Reserve System
- Smithsonian Institution Office of Protective Services der Smithsonian Institution, u. a. National Zoological Park Police
- National Gallery of Art, Office of Protective Services
- Hoover Dam Police
- Amtrak Police, Bahnpolizei
- Security Protective Service der Central Intelligence Agency
- Liste der State Bureaus of Investigation

Das Federal Law Enforcement Training Center ist die zentrale Ausbildungsstätte für Vollzugsbeamte des Bundes mit mehreren Standorten, ihre Zentrale befindet sich in Glynco (Georgia).